# Leptaspis tararaensis
Leptaspis tararaensis är en gräsart som beskrevs av Pieter Jansen. Leptaspis tararaensis ingår i släktet Leptaspis och familjen gräs. Inga underarter finns listade i Catalogue of Life.